# UFC 44
UFC 44: Undisputed è stato un evento di arti marziali miste tenuto dalla Ultimate Fighting Championship il 26 settembre 2003 al Mandalay Bay Events Center di Las Vegas, Stati Uniti.

## Retroscena
Il campione dei pesi mediomassimi in carica Tito Ortiz ed il campione ad interim Randy Couture si affrontarono per decidere chi dei due doveva essere promosso a campione indiscusso della categoria.
Dopo aver difeso con successo il proprio titolo dei pesi massimi per la prima volta contro Gan McGee, Tim Sylvia risultò positivo al test antidoping causa utilizzo di steroidi anabolizzanti e di conseguenza gli venne tolto il titolo che rimase vacante.

## Risultati

### Card preliminare
- Incontro categoria Pesi Leggeri:  Hermes Franca contro  Caol Uno

Franca sconfisse Uno per KO (pugno) a 2:41 del secondo round.
- Incontro categoria Pesi Welter:  Nick Diaz contro  Jeremy Jackson

Diaz sconfisse Jackson per sottomissione (armbar) a 2:02 del terzo round.
- Incontro categoria Pesi Leggeri:  Josh Thomson contro  Gerald Strebendt

Thomson sconfisse Strebendt per KO (pugni) a 2:45 del primo round.
- Incontro categoria Pesi Welter:  Karo Parisyan contro  Dave Strasser

Parisyan sconfisse Strasser per sottomissione (kimura) a 3:50 del primo round.

### Card principale
- Incontro categoria Pesi Mediomassimi:  Rich Franklin contro  Edwin DeWees

Franklin sconfisse DeWees per KO Tecnico (colpi) a 3:35 del primo round.
- Incontro categoria Pesi Medi:  Jorge Rivera contro  David Loiseau

Rivera sconfisse Loiseau per decisione unanime (29–28, 29–27, 29–28).
- Incontro per il titolo dei Pesi Massimi:  Tim Sylvia (c) contro  Gan McGee

Sylvia sconfisse McGee per KO (pugni) a 1:52 del primo round e mantenne il titolo dei pesi massimi, poi sottrattogli e lasciato vacante perché trovato positivo al test antidoping.
- Incontro categoria Pesi Massimi:  Andrei Arlovski contro  Vladimir Matyushenko

Arlovski sconfisse Matyushenko per KO (pugno) a 1:59 del primo round.
- Incontro per il titolo dei Pesi Mediomassimi:  Tito Ortiz (c) contro  Randy Couture (ic)

Couture sconfisse Ortiz per decisione unanime (50–44, 50–44, 50–45) divenne il campione indiscusso dei pesi mediomassimi.